# کیزیل-کول
کیزیل-کول (به لاتین: Kyzyl-Kul) یک منطقهٔ مسکونی در روسیه است که در باشقیرستان واقع شده‌است.